# شركة السكر والصناعات التكاملية المصرية
شركة السكر والصناعات التكاملية المصرية هي أكبر شركة لصناعة السكر في مصر وأفريقيا، وتعد من أقدم الشركات الصناعية في مصر، وتتبع وزارة التموين والتجارة الداخلية. تأسست الشركة الأم عام 1927، فيما يعود تاريخ أول مصنع للسكر إلى عام 1897 في نجع حمادي. وتنتج الشركة السكر من قصب السكر والبنجر، بالإضافة إلى مجموعة من المنتجات الثانوية والصناعات التكاملية مثل الكحول والخميرة والورق والأعلاف.

## التاريخ والنشأة
بدأت صناعة السكر في مصر الحديثة مع إنشاء أول مصنع للسكر في نجع حمادي عام 1897، ثم توسعت الصناعة مع تأسيس مصانع أخرى في صعيد مصر. في عام 1927 تأسست الشركة الأم "شركة السكر والصناعات التكاملية المصرية" لتكون الكيان الرئيسي المشرف على صناعة السكر والصناعات المرتبطة به في مصر.

## المصانع والطاقة الإنتاجية
تضم شركة السكر والصناعات التكاملية المصرية 9 مصانع رئيسية لإنتاج السكر من القصب، موزعة في صعيد مصر والدلتا، وهي: نجع حمادي (قنا)، الحوامدية (الجيزة)، كوم أمبو (أسوان)، أرمنت (الأقصر)، أبو قرقاص (المنيا)، إدفو (أسوان)، دشنا (قنا)، قوص (قنا)، وجرجا (سوهاج). وتبلغ الطاقة الإنتاجية السنوية للشركة أكثر من مليون طن من السكر، ما يجعلها أكبر منتج للسكر في مصر وأفريقيا.
| اسم المصنع     | الموقع (المحافظة/المدينة) | سنة التأسيس | الطاقة الإنتاجية السنوية (طن سكر من القصب) | ملاحظات/مصدر                          |
| -------------- | ------------------------- | ----------- | ------------------------------------------ | ------------------------------------- |
| مصنع نجع حمادي | قنا – نجع حمادي           | 1897        | 120,000–150,000                            | أقدم مصانع الشركة                     |
| مصنع الحوامدية | الجيزة – الحوامدية        | 1903        | 100,000                                    | يضم أيضاً مصانع للخميرة والكحول والورق |
| مصنع كوم أمبو  | أسوان – كوم أمبو          | 1912        | 110,000                                    | من أقدم مصانع الصعيد                  |
| مصنع أرمنت     | الأقصر – أرمنت            | 1919        | 90,000                                     | [ 6 ]                                 |
| مصنع أبو قرقاص | المنيا – أبو قرقاص        | 1928        | 80,000                                     | [ 6 ]                                 |
| مصنع إدفو      | أسوان – إدفو              | 1956        | 110,000                                    | [ 6 ]                                 |
| مصنع دشنا      | قنا – دشنا                | 1970        | 100,000                                    | [ 6 ]                                 |
| مصنع قوص       | قنا – قوص                 | 1982        | 100,000                                    | [ 6 ]                                 |
| مصنع جرجا      | سوهاج – جرجا              | 1987        | 90,000                                     | أحدث مصانع الشركة                     |

## المنتجات والصناعات التكاملية
تنتج الشركة مجموعة واسعة من المنتجات، منها:
- السكر الأبيض والسكر البني ومكعبات السكر.
- المولاس (دبس السكر) المستخدم في صناعة الكحول والأعلاف.
- الكحول الطبي والصناعي (إيثانول).
- الخميرة الجافة والنشطة.
- الأعلاف الحيوانية.
- الأسمدة العضوية.
- الورق من مصاصة القصب.[7]

## الهيكل الإداري والملكية
الشركة مملوكة بالكامل للدولة المصرية، وتتبع وزارة التموين والتجارة الداخلية (قطاع الأعمال العام). يرأس مجلس إدارتها رئيس معين من الوزارة، وتخضع لرقابة الجهاز المركزي للمحاسبات.

## رؤساء مجلس إدارة الشركة عبر تاريخها
| الاسم                                 | فترة الإدارة    | ملاحظات                                        |
| ------------------------------------- | --------------- | ---------------------------------------------- |
| محمد بك سعيد                          | 1927 – 1947     | أول رئيس لمجلس إدارة الشركة بعد التأسيس الرسمي |
| أحمد بك عبد الوهاب                    | 1947 – 1952     |                                                |
| عبد الحميد بك عبد القادر              | 1952 – 1955     |                                                |
| عبد الحميد بك عبد القادر (فترة ثانية) | 1955 – 1956     |                                                |
| محمد بك عبد الخالق                    | 1956 – 1960     |                                                |
| محمد عبد الفتاح عبد المجيد            | 1960 – 1962     |                                                |
| عبد الحميد بك عبد القادر (فترة ثالثة) | 1962 – 1965     |                                                |
| محمود بك عبد العزيز                   | 1965 – 1968     |                                                |
| عبد الحميد بك عبد القادر (فترة رابعة) | 1968 – 1971     |                                                |
| أحمد عبد الحليم                       | 1971 – 1975     |                                                |
| محمد عبد الحميد                       | 1975 – 1979     |                                                |
| أحمد عبد الحميد                       | 1979 – 1984     |                                                |
| محمد عبد الحميد                       | 1984 – 1987     |                                                |
| إبراهيم عبد الحميد                    | 1987 – 1992     |                                                |
| محمد عبد الحميد                       | 1992 – 1995     |                                                |
| إبراهيم عبد الحميد                    | 1995 – 2000     |                                                |
| محمد عبد الحميد                       | 2000 – 2005     |                                                |
| إبراهيم عبد الحميد                    | 2005 – 2010     |                                                |
| محمد عبد الحميد                       | 2010 – 2015     |                                                |
| إبراهيم عبد الحميد                    | 2015 – 2020     |                                                |
| مصطفى عبد الواحد                      | 2020 – حتى الآن | الرئيس الحالي للشركة                           |

## الأهمية الاقتصادية والاجتماعية
تلعب الشركة دورًا استراتيجيًا في تحقيق الاكتفاء الذاتي من السكر في مصر، وتوظف أكثر من 22 ألف عامل، وتدعم مئات الآلاف من المزارعين الذين يزرعون القصب والبنجر، وتساهم في استقرار أسعار السكر في السوق المحلي. كما تساهم في إنتاج منتجات ثانوية تدخل في صناعات حيوية أخرى مثل الكحول الطبي والورق والأسمدة.

## التصدير والتسويق
تسوق الشركة منتجاتها في السوق المحلي بشكل أساسي، وتصدر بعض المنتجات الثانوية مثل المولاس والكحول إلى الأسواق الخارجية، خاصة أوروبا ودول إفريقيا.

## الجوائز والشهادات
حصلت الشركة على شهادات جودة مثل ISO في بعض مصانعها، وتشارك في معارض دولية ومحلية للصناعات الغذائية، كما حصلت على جوائز تقديرية من الدولة المصرية.

## التحديات والتطوير
تواجه الشركة تحديات مثل ارتفاع تكلفة الإنتاج، وضرورة تطوير المعدات والآلات، ومنافسة المنتجات المستوردة. وتعمل الشركة على تحديث خطوط الإنتاج وزيادة كفاءة المصانع، وتطوير منتجات جديدة لتعظيم القيمة المضافة.

## وصلات خارجية
- الموقع الرسمي لشركة السكر والصناعات التكاملية المصرية